# グレゴリー・クラーク
グレゴリー・クラーク（Gregory Clark、1936年5月19日 - ）は、日本在住の外交官・学者、多摩大学名誉学長。日本人論の論客。専門は比較文化、国際経済、国際政治。

## 経歴
- 父親は産業分類で知られる著名な経済学者コーリン・クラーク。いとこにジェフリー・ヒントン。
- 中国担当官当時、テープに録音した中国政府の放送を繰り返し聞き取る語学習得方法を考案し「ディープリスニング方式」と名付ける。
- 多摩大学の入試科目中、英語を必須から選択科目に変更し、その代わりに入学後に「ディープリスニング方式」により外国語聞き取りの集中訓練を課すなど、様々な教育方法の改革に挑戦。

### 略年表
- 1936年 : ケンブリッジ生まれ、オーストラリア育ち
- 16歳で オックスフォード大学ブレーズノーズ・カレッジに入学[1][2]。
- 1956年 : オックスフォード大学修士課程終了、オーストラリア外務省勤務（中国担当官（香港駐在2年）、駐ソ大使館一等書記官（モスクワ駐在2年））
- 1965年 : オーストラリア国立大学大学院博士課程（経済学）より対外投資研究のため来日
- 1969年 : ジ・オーストラリアン紙東京支局長
- 1974年 - 1976年 : オーストラリア政府首相内閣府政策調整委員
- 1976年 - 1994年 : 上智大学経済学部教授
- 1990年 : 日本貿易振興機構アジア経済研究所開発スクール（IDEAS）学長
- 1995年10月 - 2001年9月 : 多摩大学学長[3]
- 2000年 : 小渕内閣教育改革国民会議委員
- 2004年 : 国際教養大学副学長[4][5][6][7]を歴任。

## 意見
ジャパン・タイムズの意見欄（Opinion)で自身の意見をたびたび発表しており、そのトピックは比較文化、大学論から国際関係まで多岐にわたる。その意見は公式サイトに日本語訳併記で掲示されている。

## ラジオ番組
- 英語で知ろうビジネスの世界 Let's Read the Nikkei in English（2003年4月 - 、ラジオNIKKEI第1放送　パーソナリティ） 　毎週水曜日 23:30～22:50（最終週のみ 24:00～24:20）／【再放送】毎週火曜日 11:35～11:55

## 著書
- 『国際政治と中国』アジア経済研究所 1970年
- 『日本人一ユニークさの源泉』 サイマル出版 1977年
- 『ユニークな日本人』（竹村健一との対談形式） 講談社現代新書 1979年 ISBN 4061455605
- 『誤解される日本人』 講談社 1990年
- 『グレゴリー・クラーク先生の『暗号解読法』があなたの英語に奇跡をおこす』 同文書院 1993年
- 『クラーク先生の英語勉強革命』ごま書房 1996年
- 『なぜ日本の教育は変わらないのですか』 東洋経済新報社 2003年